# Matthew Slater
Matthew Wilson Slater (Baldwin Park, 9 settembre 1985) è un ex giocatore di football americano statunitense che ha militato nei ruoli di safety, wide receiver e special teamer per i New England Patriots della National Football League (NFL). Fu scelto nel corso del quinto giro (153º assoluto) del Draft NFL 2008 dai Patriots. Al college ha giocato a football a UCLA.

## Carriera professionistica

### New England Patriots
Slater fu scelto nel corso del quinto giro del Draft 2008 dai New England Patriots. Figlio di Jackie Slater, fu il secondo giocatore figlio di un Hall of Famer ad essere scelto nel Draft 2008 dopo Chris Long, selezionato come secondo assoluto. Slater disputò 14 partite nella sua stagione da rookie, ritornando 11 kickoff per 155 yard e mettendo a segno 12 tackle con gli special team.
Nella stagione 2011, Slater fu votato come capitano degli special team dei Patriots, venendo a fine stagione convocato per il suo primo Pro Bowl e inserito nel First-team All-Pro, riconoscimenti ottenuti anche nell'annata successiva. Fu convocato per il Pro Bowl anche nel 2013, 2014, 2015, 2016, 2017, 2019 e 2020.
Il 5 febbraio 2017 Slater vinse il suo secondo Super Bowl, il LI, contro gli Atlanta Falcons ai tempi supplementari (prima volta nella storia del Super Bowl) con il punteggio di 34-28.
Alla fine della stagione 2018 Slater vinse il Super Bowl LIII battendo i Los Angeles Rams per 13-3, conquistando 
il suo terzo anello.
Il 16 marzo 2020, Slater firmò con i Patriots un rinnovo contrattuale biennale del valore di 5,3 milioni di dollari.
Al termine della stagione 2021 fu premiato con l'Art Rooney Sportsmanship Award per la sportività e il fair play.

## Palmarès

### Franchigia
- Super Bowl : 3

New England Patriots: XLIX, LI, LIII
- American Football Conference Championship: 5

New England Patriots: 2011, 2014, 2016, 2017, 2018

### Individuale
- Convocazioni al Pro Bowl: 10

2011, 2012, 2013, 2014, 2015, 2016, 2017, 2019, 2020, 2021
- First-team All-Pro: 5

2011, 2012, 2014, 2016, 2019
- Second-team All-Pro: 3

2017, 2020, 2021